# 程龙
程龙（1976年3月—），吉林长岭人。男，汉族。1999年8月参加工作。
2004年6月，任长春税务学院法学系教师。2006年6月，任长春税务学院法学系主任。2008年12月，任中共吉林省委党校（省行政学院）教育长。2010年7月，任吉林省委党校（省行政学院）副校长（副院长）。
2011年7月，任白城市副市长。2012年6月，任中共松原市委常委、前郭县委书记。2013年5月，任共青团吉林省委书记。2018年7月，任吉林省高级人民法院副院长。2019年，任深圳市汇通金控基金投资有限公司董事长。